# Tarquinius och Lucretia
Tarquinius och Lucretia är en oljemålning av den italienske renässanskonstnären Tizian. Den målades 1571 och är sedan 1918 utställd på Fitzwilliam Museum i Cambridge. 

## Motiv
Lucretia var enligt traditionen en förnäm romersk adelsdam som kungasonen Sextus Tarquinius greps av passion för och våldtog. Hon berättade vad som hänt för sin make, Lucius Tarquinius Collatinus, innan hon tog sitt liv genom att sticka en kniv i sitt hjärta. Händelsen utlöste en revolt där kung Tarquinius Superbus störtades och den romerska republiken utropades. Såväl våldtäkten som självmordet har åtskilliga gånger skildrats i konsten, bland annat av Hans Baldung, Lucas Cranach den äldre, Albrecht Dürer, Artemisia Gentileschi, Luca Giordano, Rembrandt, Rubens, Tiepolo, Tintoretto och Paolo Veronese.

## Proveniens
Målningen är ett sent verk av Tizian och gjordes på beställning av Filip II av Spanien. Den ingick i den kungliga spanska samlingen till Napoleonkrigen då den togs som krigsbyte av Joseph Bonaparte. Han tog sannolikt med sig tavlan på sin landsflykt till USA och så småningom hamnade den i London där den efter ett antal ägarbyten donerades 1918 av Charles Fairfax Murray till Fitzwilliam Museum.

## Relaterade målningar
En kopia, som målades i Tizians ateljé efter originalet, ingår sedan 1803 Musée des Beaux-Arts de Bordeaux samlingar.
Ytterligare en tavla med motiv från berättelserna om Lucretia brukar attribueras Tizian: Lucretia och hennes make Lucius Tarquinius Collatinus. Den målades omkring 1515, alltså 55 år före Cambridgemålningen, och ingår i en serie idealiserande kvinnoporträtt i halvfigur som den unge Tizian målade i mitten av 1510-talet (däribland Flora). Tavlan var i Karl I av Englands ägo till 1636 då ärkehertig Leopold Vilhelm av Österrike förvärvade den och förde den till Wien där den idag är utställd på Kunsthistorisches Museum. Lucretia känns igen på kniven som hon senare tog sitt liv med. Kunsthistorisches Museum identifierar mannen bakom henne som maken vars ära Lucretia räddade genom att ta sitt liv. Den brittiska monarkens samling ("Royal Collection") äger en tidig kopia av målningen utförd av en okänd konstnär. Där identifieras mannen bakom Lucretia som Tarquinius och tavlan benämns Tarquinius och Lucretia, precis som Cambridgemålningen.

## Bildgalleri

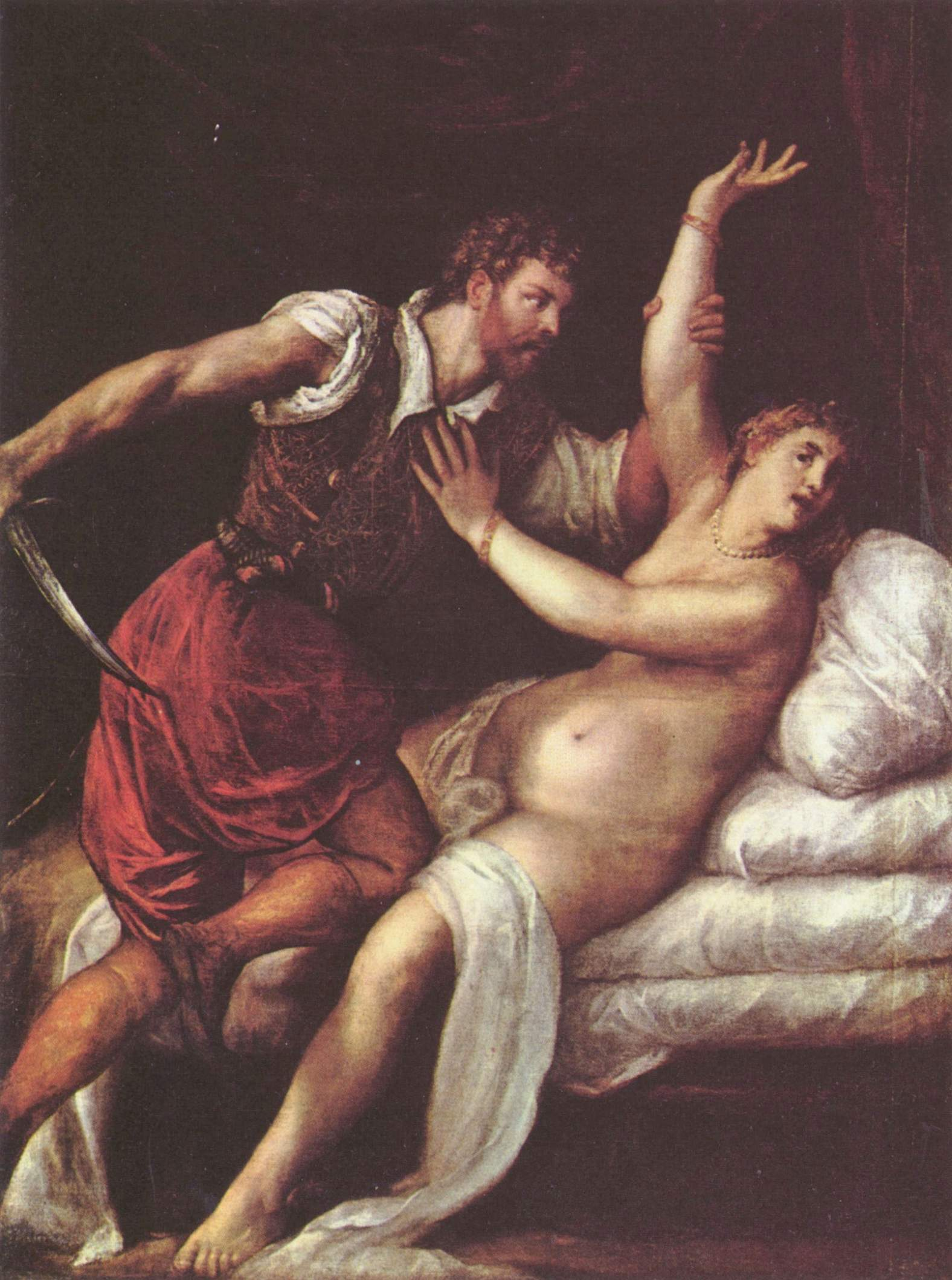
Kopian på Musée des Beaux-Arts de Bordeaux.
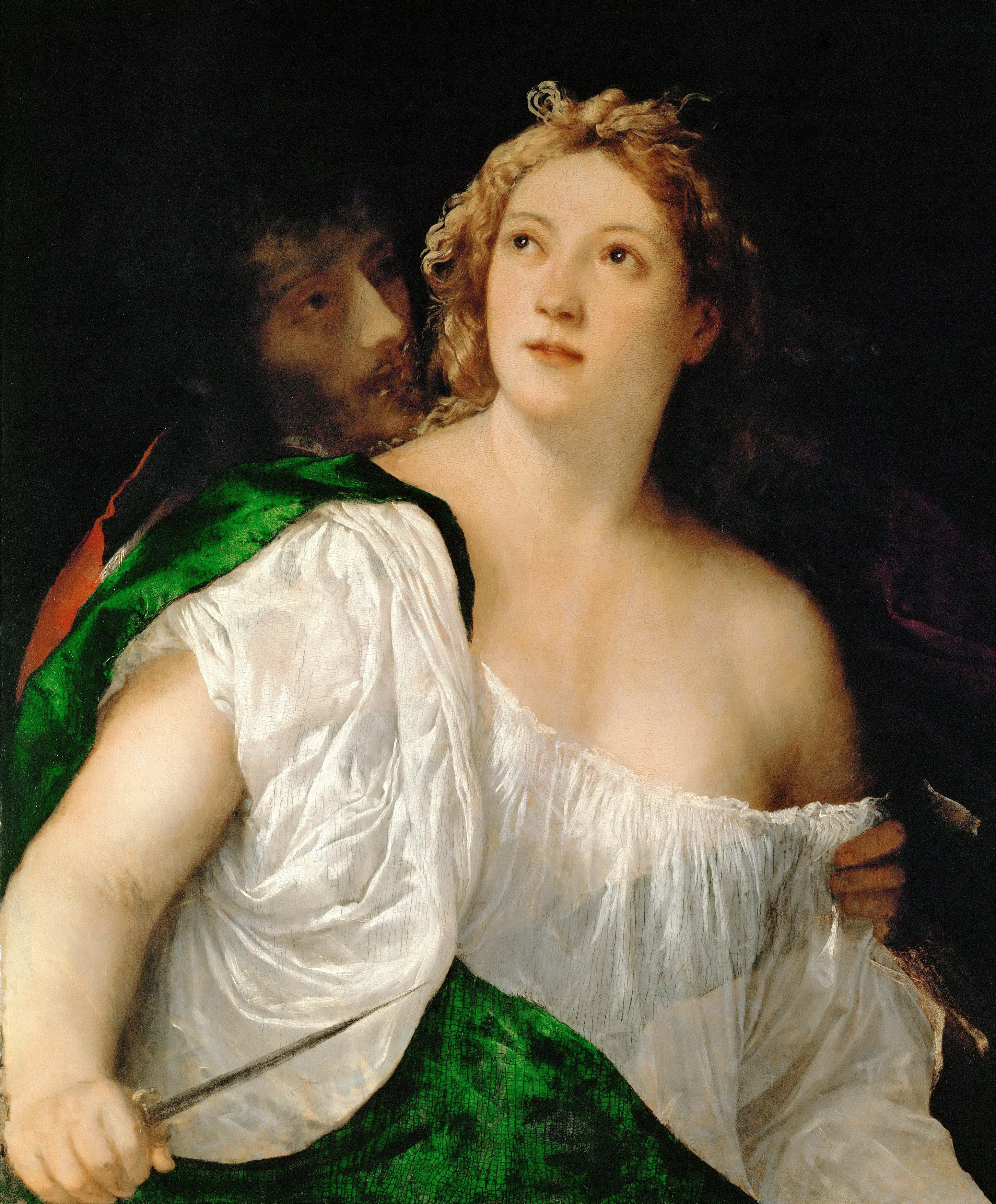
Lucretia och hennes make Lucius Tarquinius Collatinus målad av en ung Tizian 1515 är utställd på Kunsthistorisches Museum i Wien. 82 × 68 cm.